# 朱紫坊
26°04′50″N 119°18′17″E / 26.080692°N 119.304724°E
朱紫坊（平話字：Ciŏ-ciē-huŏng）是位于中华人民共和国福建省福州市鼓楼区的一条街道，坊内多明清古民居和名人故居。
朱紫坊位于安泰河边，西靠八一七北路，整个街区面积达15.84公顷，内有坊巷10条。宋朱敏功曾居于此，朱氏兄弟4人皆登仕，名噪一时，有“朱紫盈门”之称，坊名遂为“朱紫坊”。历史上，朱紫坊街区是福州文化教育机构较为集中之地，自宋代太平兴国年间至清末止，整个街区内设有3个孔庙（分别属福州府和闽县、侯官县）、2个县学、2个县衙、1个府学院署。坊内有明朝长史谢汝韵的“泊台别馆”，以及宋参知政事陳韡“芙蓉别馆”遗址，后改为叶向高故居。此外还有五进的萨氏和四进的方氏故居。
芙蓉园（叶向高故居）和萨氏民居（萨本栋、萨镇冰故居）作为“三坊七巷和朱紫坊建筑群”的一部分列入第六批全国重点文物保护单位。
- 萨氏民居
- 方伯谦故居